# Ikat

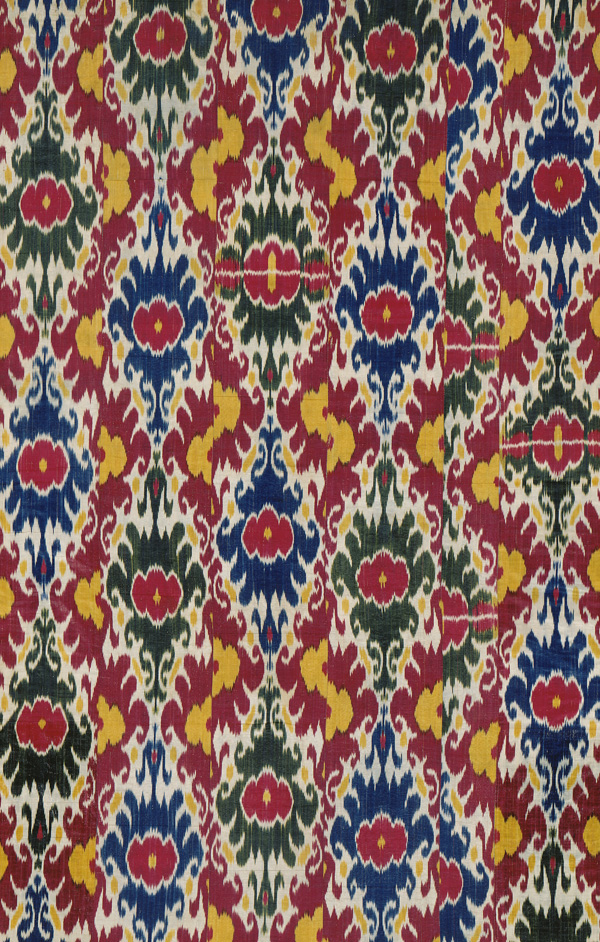
Ikat abr, silk and cotton, 19e eeuw, Oezbekistan. Smithsonian collections.

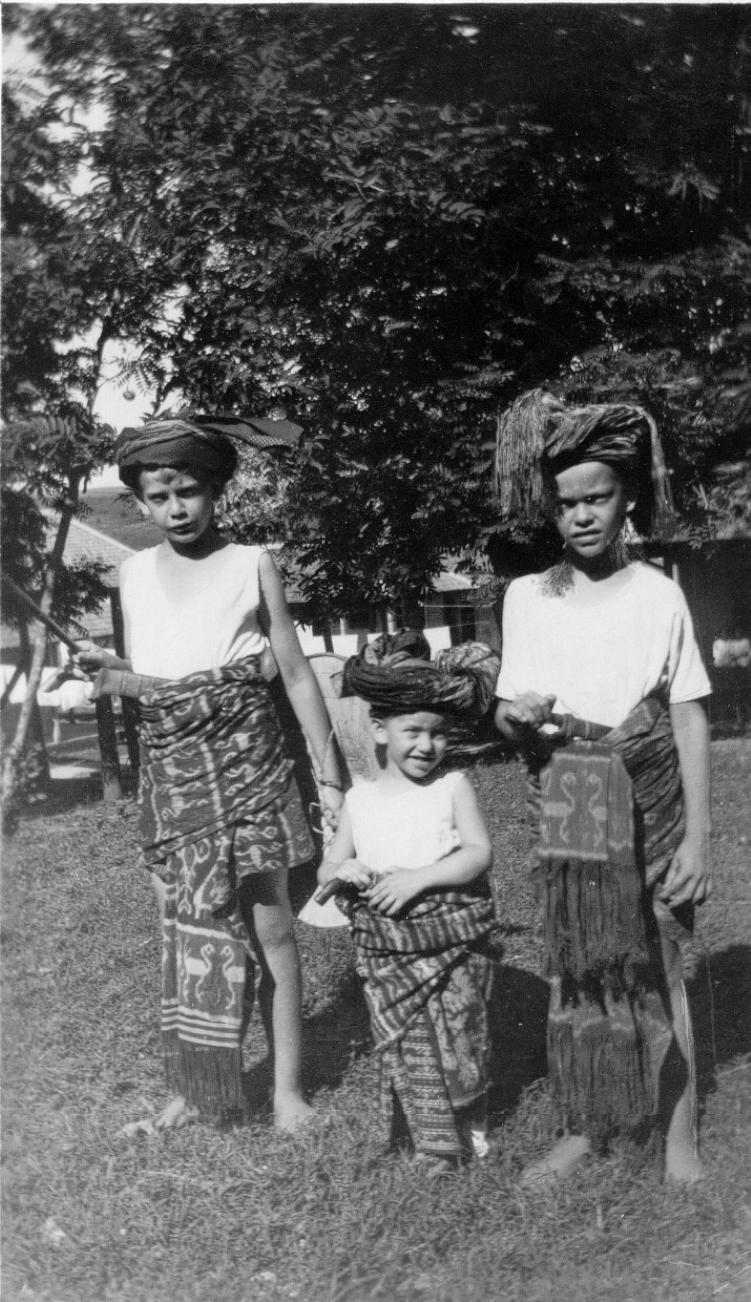
Ikat van Soemba

Ikat is textiel met ingeweven motieven en de techniek waarmee dit wordt bereikt. De garens worden voorafgaand aan het weven geverfd, waarbij delen van de garens worden samengebonden of bedekt met een vloeistofafstotende stof (zoals was) zodat de kleurstof zich op die plaatsen niet kan hechten. De techniek is mogelijk duizenden jaren geleden in China ontstaan. In Nederland is het procedé bekend onder de naam ikat die in het Javaans "binden" betekent. In Guatemala spreekt men van Jaspe, in Japan van Kasuri, in Thailand van Matmee of Mudmee en Oeigoeren en Oezbeken noemen het Atlas.
Men snijdt de garens op lengte en bindt ze in strengen samen. Precies afgemeten delen van een streng bindt men af en bedekt men met een vloeistofafstotend materiaal dat de verf en/of de beits (een mengsel waardoor kleurstof zich aan een vezel kan hechten) niet doorlaat. Als vloeistofafstotend materiaal gebruikt men een washoudende of andere vettige substantie. Als na het verfbad de garens droog zijn en het vloeistofafstotende materiaal is verwijderd, bindt men de strengen op andere plaatsen af en dompelt men ze in een verfbad met een andere kleur. Als dit proces meerdere keren is herhaald en de kleuren op de juiste plaatsen zijn aangebracht tekent zich bij het weven het beoogde dessin af.

## Soorten
Het soort ikat is afhankelijk van de vraag of de schering, de inslag of beide meerkleurig zijn:
- Scheringikat; de eenvoudigste techniek. Tijdens het weven is het dessin al zichtbaar op de, in de lengte opgespannen, meerkleurige scheringdraden. De inslagdraad is in een effen kleur. Bij deze soort ikat worden in verhouding veel scheringdraden dicht op elkaar gebruikt waardoor een stijve stof ontstaat.
- Inslagikat: Hier zijn de opgespannen scheringdraden in een effen kleur. De meerkleurige inslagdraad, die in de breedte tussen de scheringdraden heen en weer wordt geschoten, doet het dessin verschijnen. Dit vereist de voortdurende aandacht van de wever.  De stof is soepeler dan de scheringikat.
- Dubbele ikat is de moeilijkste techniek. Zowel de schering als de inslagdraad zijn meerkleurig. Hier bepalen de, in de lengte en de in de breedte aangebrachte draden samen het dessin. Omdat er per vierkante centimeter evenveel schering als inslagdraden zijn is deze ikat heel soepel.

## Ikat van Soemba
Op Soemba wordt nog steeds volgens het eeuwen oude procedé ikat gemaakt met natuurlijke kleurstoffen waarbij als eerste de blauwe kleur indigo gemengd met kalk van koraal wordt aangebracht. Daarna komt de rode verfstof die wordt gewonnen uit de wortels van de Noni (Indische moerbei) en als laatste de gele kleur die wordt gemaakt uit de bast van de  Kayu kuning (Gele boom). De motieven van dit ikattextiel zijn complex, maar symmetrisch. Soms zijn de stukken voorzien van grote franjes en afwisselende strepen of afbeeldingen van bloemen of gestileerde planten op een achtergrond van wit, indigo of zwart. Na het verven worden de draden (de schering) opgespannen in het weefraam, een draagbare constructie van stokken. Dit weefraam wordt aan de ene kant verbonden met een vast punt (bijvoorbeeld een boom), terwijl de wever de andere kant bevestigt rond de heupen. Op die manier kan de schering strak getrokken worden. De inslag wordt dan door de wever met de hand ingebracht. De Soembanese ikats omvatten grote dekens (kain hinggi), sjaals en rond geweven rokken in een rijk palet aan kleuren. De ikats komen uit Oost-Soemba en de meer westelijke regio's van Kodi, Loli en Lamboya. Het ikattextiel van Soemba is in 2014 voorgedragen om door de UNESCO te worden opgenomen in de lijst van cultureel erfgoed.

## Andere technieken
Bij Ikat worden de motieven ingeweven, en wordt de verf dus vóór het weven aangebracht. Er zijn ook technieken waarbij motieven ná het weven worden aangebracht, zoals:
- Tie-dye is de techniek waarmee men, voorafgaand aan een verfbad (Engels: 'dye'), textiel van motieven voorziet door in de geweven stof stevige knopen te leggen (Engels: 'tie'), zodat de kleurstof zich daar niet kan hechten.
- Batik is de techniek waarmee men, voorafgaand aan een verfbad, textiel van motieven voorziet door de geweven stof in patronen te bedekken met een vloeistofafstotend materiaal, zodat de kleurstof zich daar niet kan hechten.

## Afbeeldingen

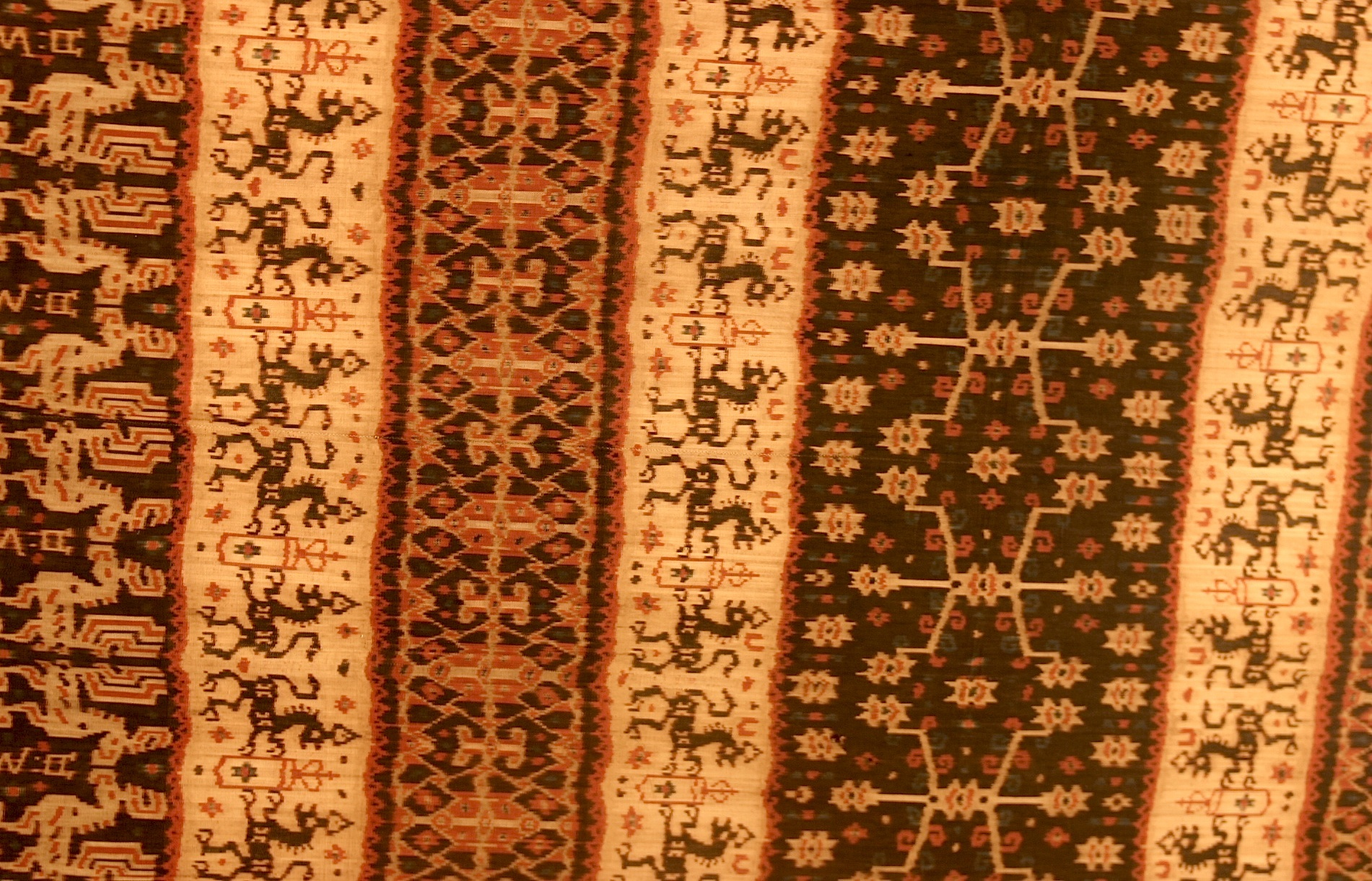
Ikatpatroon, vroeg-20ste eeuw; Koninkrijk van Kapunduk
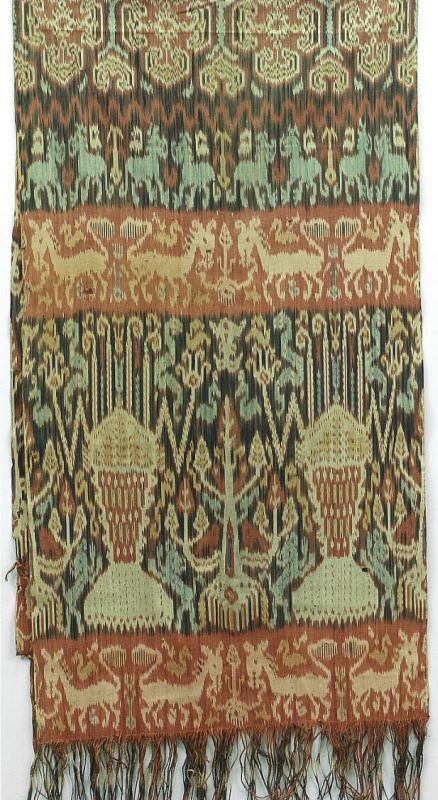
Hinggidoek (Ceremoniële schouder- of heupdoek voor mannen - Soemba)
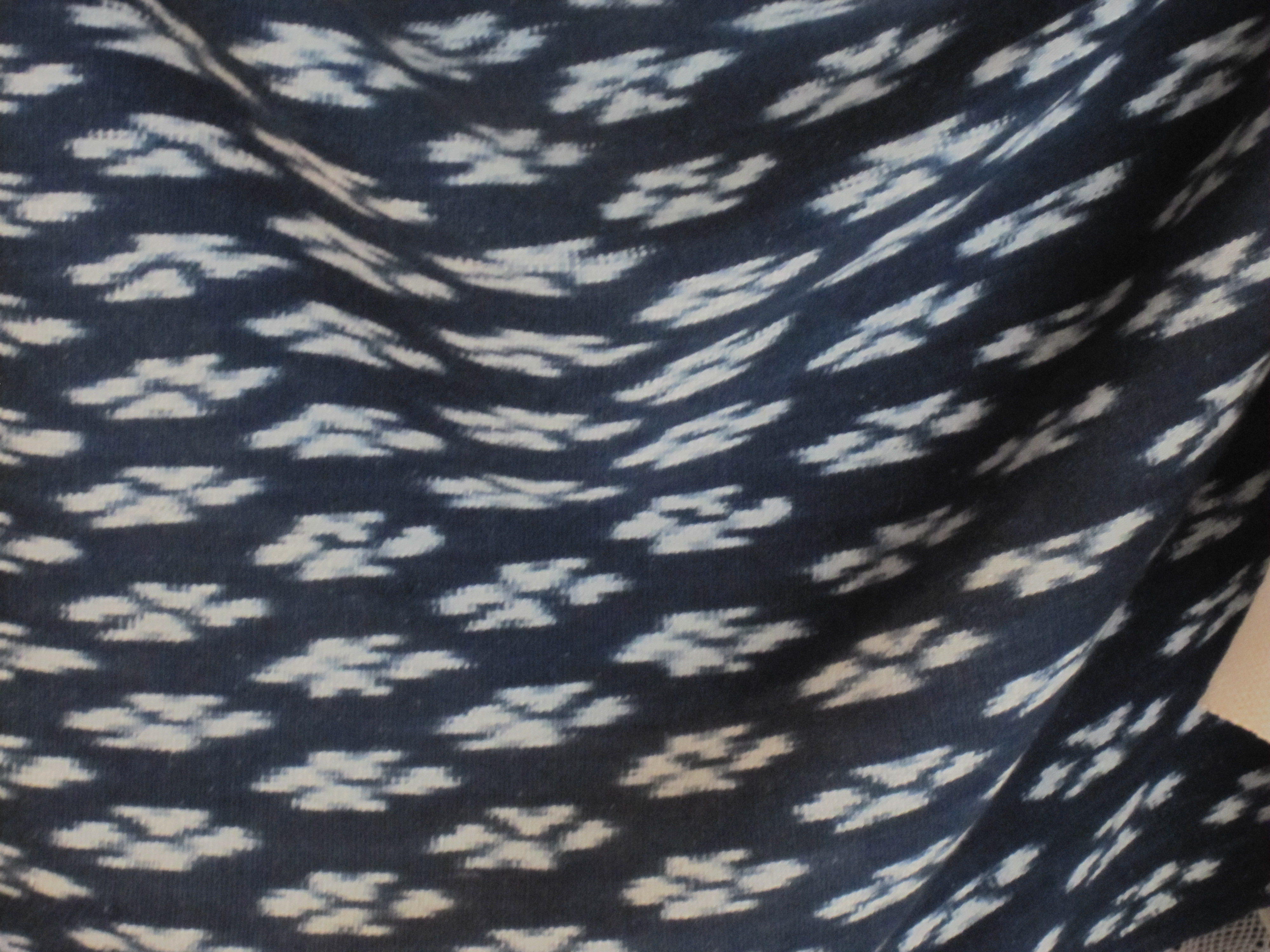
Ikat uit Ecuador
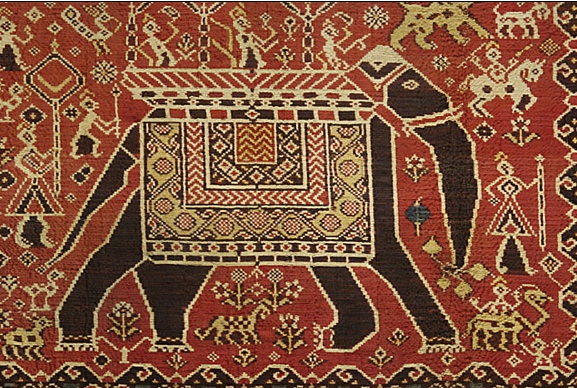
Ikat uit India, Gujarati patola 19e eeuw. LACMA textielverzameling.